# Schedelsche Weltchronik

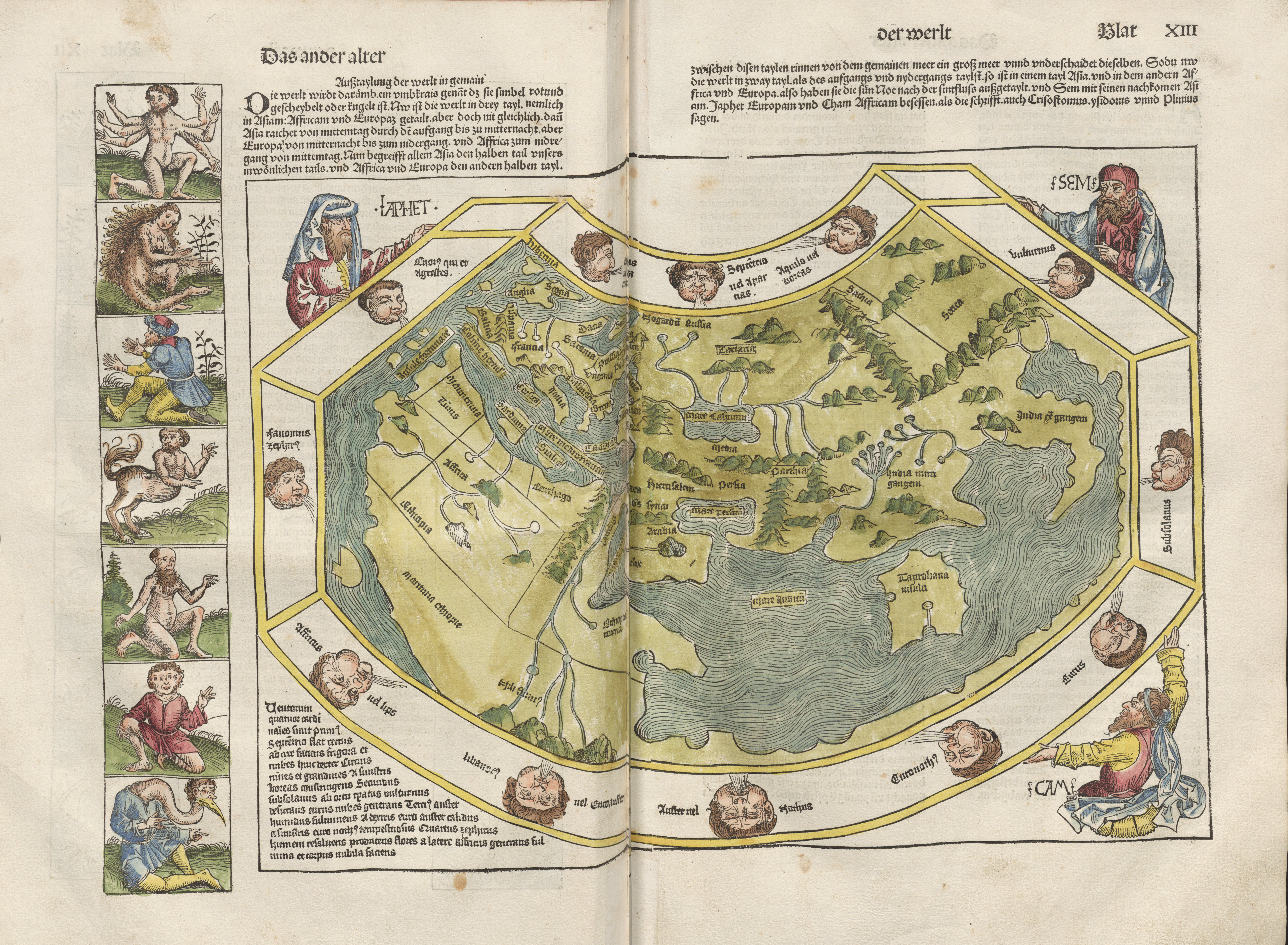
Weltkarte (Blatt f[olio] 12v[erso=rückseitig]/13r[ecto=vorderseitig]): „Die werlt wirdt daruemb ein umbkrais genant dz sie simbel rotund gescheybelt oder kugelt ist.“ An den Ecken sind die biblischen Stammväter Europas, Asiens und Afrikas abgebildet: Japhet, Sem und Cham.

Die Schedelsche Weltchronik, auch Nürnberger Chronik genannt, ist eine illustrierte Darstellung der Weltgeschichte. Sie ist das Hauptwerk des deutschen Historikers Hartmann Schedel und erschien erstmals 1493 in Nürnberg in einer lateinischen und, am 23. Dezember des Jahres, in einer deutschen Fassung. Sie ist die bedeutendste illustrierte Inkunabel. Die das Werk illustrierenden Holzschnitte entwarf Michael Wolgemut. Das Handexemplar von Hartmann Schedel befindet sich in der Bayerischen Staatsbibliothek.

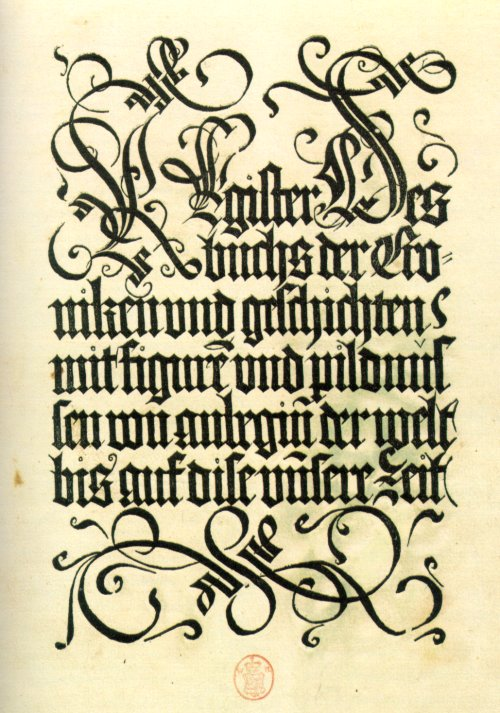
Deckblatt: „Register Des buchs der Croniken und geschichten – mit figuren und pildnüssen von anbeginn der welt bis auf dise unsere Zeit“

## Titel
Im 15. Jahrhundert waren Titelseiten im modernen Sinne noch nicht etabliert. Dementsprechend entbehrt das Buch eines ihm spezifischen Titels. Als Vorläufer zum Titelblatt ist die erste gedruckte Seite mit großen Buchstaben gestaltet. Auf ihr findet man eine Ankündigung des folgenden Registers und einen Verweis auf das Buch, welcher jedoch lediglich beschreibend ist. So heißt es in der lateinischen Fassung „Registrum […] libri cronicarum […]“ und in der deutschen Version „Register Des buchs der Croniken und geschichten […]“. Die hiervon abgeleitete Bezeichnung Liber chronicarum (oder einfach Chronica) war und ist vor allem in akademischen Schriften geläufig, doch gab man dem Buch in neuerer Zeit Titel, anhand derer man es einfacher von anderen Chroniken unterscheiden kann. Eine Form ist Nürnberger Chronik, die allerdings unglücklich gewählt ist, weil man annehmen könnte, sie beschreibe ausschließlich die Geschichte der Stadt Nürnberg. Auf Englisch hat sich Nuremberg Chronicle durchgesetzt. Im deutschsprachigen Bereich ist die Bezeichnung Schedelsche Weltchronik am verbreitetsten. Schedel war allerdings nicht der alleinige Verfasser. In der Nürnberger Stadtbibliothek sind die handschriftlichen Vorlagen für den lateinischen und den deutschen Druck erhalten. An der lateinischen Handschrift, die zuerst entstand, ist erkenntlich, dass sieben Personen an ihr mitwirkten, wobei Schedel mit ungefähr 62 % den größten Teil beitrug. Passender ist es jedoch, die Schreiber nicht als Verfasser, sondern als Kompilatoren zu bezeichnen. Die Schedelsche Weltchronik speist sich aus vielerlei Quellen, deren Wortlaut in häufigen Fällen nahezu oder exakt übernommen wurde.

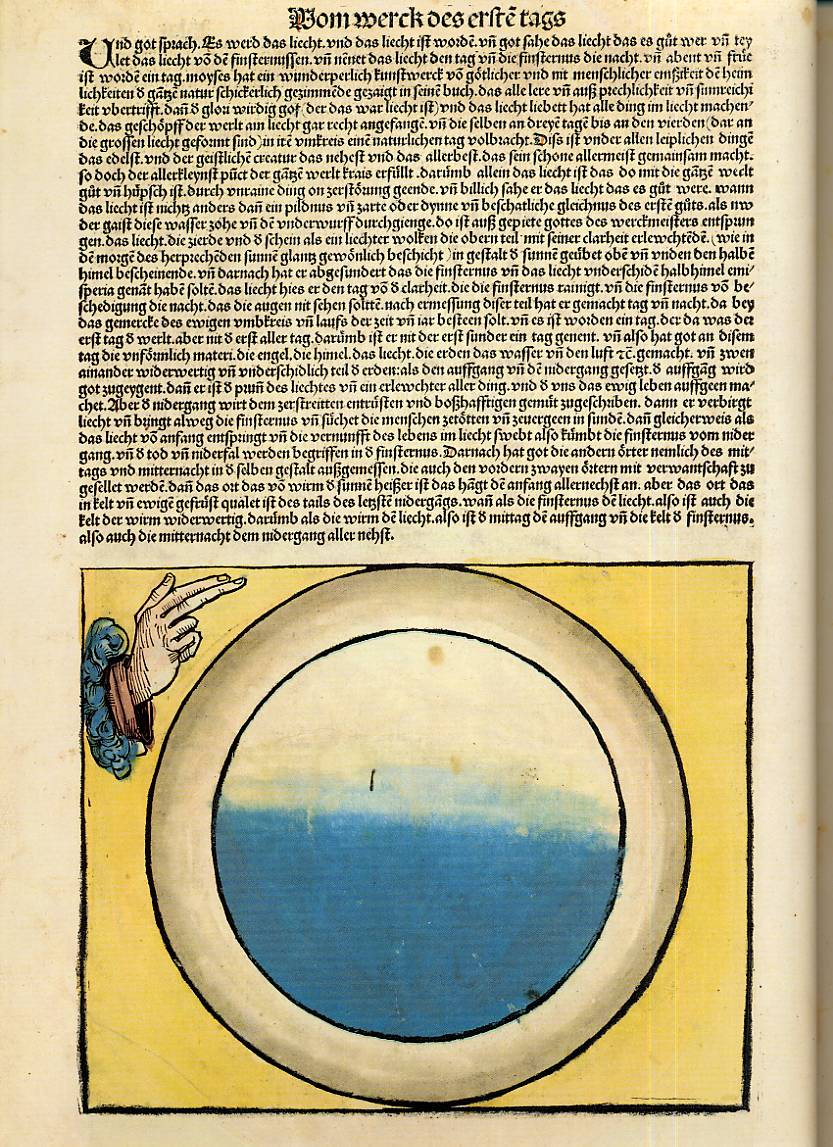
Erster Schöpfungstag, Blatt f 2v der deutschen Ausgabe in der Herzogin-Anna-Amalia-Bibliothek, Weimar (Sign. Inc. 119)

## Inhalt
Die Chronik folgt der Tradition mittelalterlicher Chroniken, indem sie die Geschichte der Welt in Weltaltern darstellt:
- Erstes Weltalter: von der Erschaffung der Welt bis zur Sintflut
- Zweites Weltalter: bis zur Geburt Abrahams
- Drittes Weltalter: bis zum Reich König Davids
- Viertes Weltalter: bis zum Babylonischen Exil
- Fünftes Weltalter: bis zur Geburt Christi
- Sechstes Weltalter: Geburt Christi bis zu seiner Gegenwart. Dieses Weltalter ist das umfangreichste der Chronik.
- Siebentes Weltalter: Ausblick auf den Weltuntergang und das Jüngste Gericht

Die lateinische Auflage umfasst 656 Seiten, die deutsche 596 Seiten. Das Werk enthält 1809 Holzschnitt-Illustrationen der Werkstatt von Michael Wolgemut, die allerdings von nur 645 Druckstöcken stammen, weshalb sich vor allem die Porträts, aber auch die Stadtansichten teilweise mehrfach wiederholen.
Unter den Illustrationen befinden sich 31 doppelseitige Stadtansichten, von denen einige die erste authentische Darstellung des jeweiligen Stadtpanoramas darstellen. Weiter sind in allen Ausgaben zwei doppelseitige Landkarten beigefügt: eine Weltkarte und eine Europakarte. Auf der Weltkarte ist Amerika noch nicht dargestellt, da die Existenz des neuen Kontinents erst bekannt wurde, nachdem Amerigo Vespucci von seiner Südamerika-Expedition 1501/1502 berichtet hatte (siehe Mundus Novus).

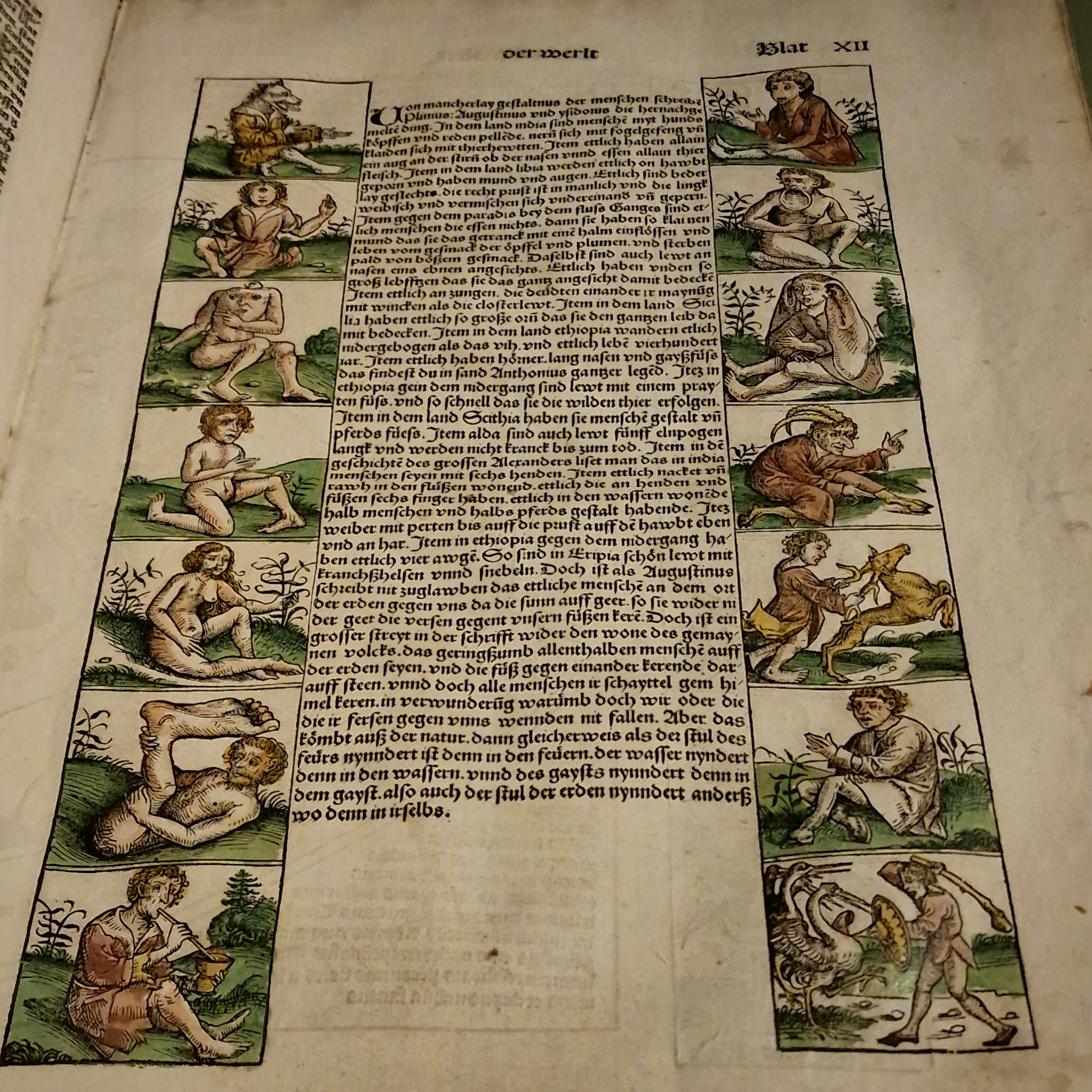
„Von mancherlei Gestalt der Menschen...,“ nach Plinius und Augustinus, f 12r
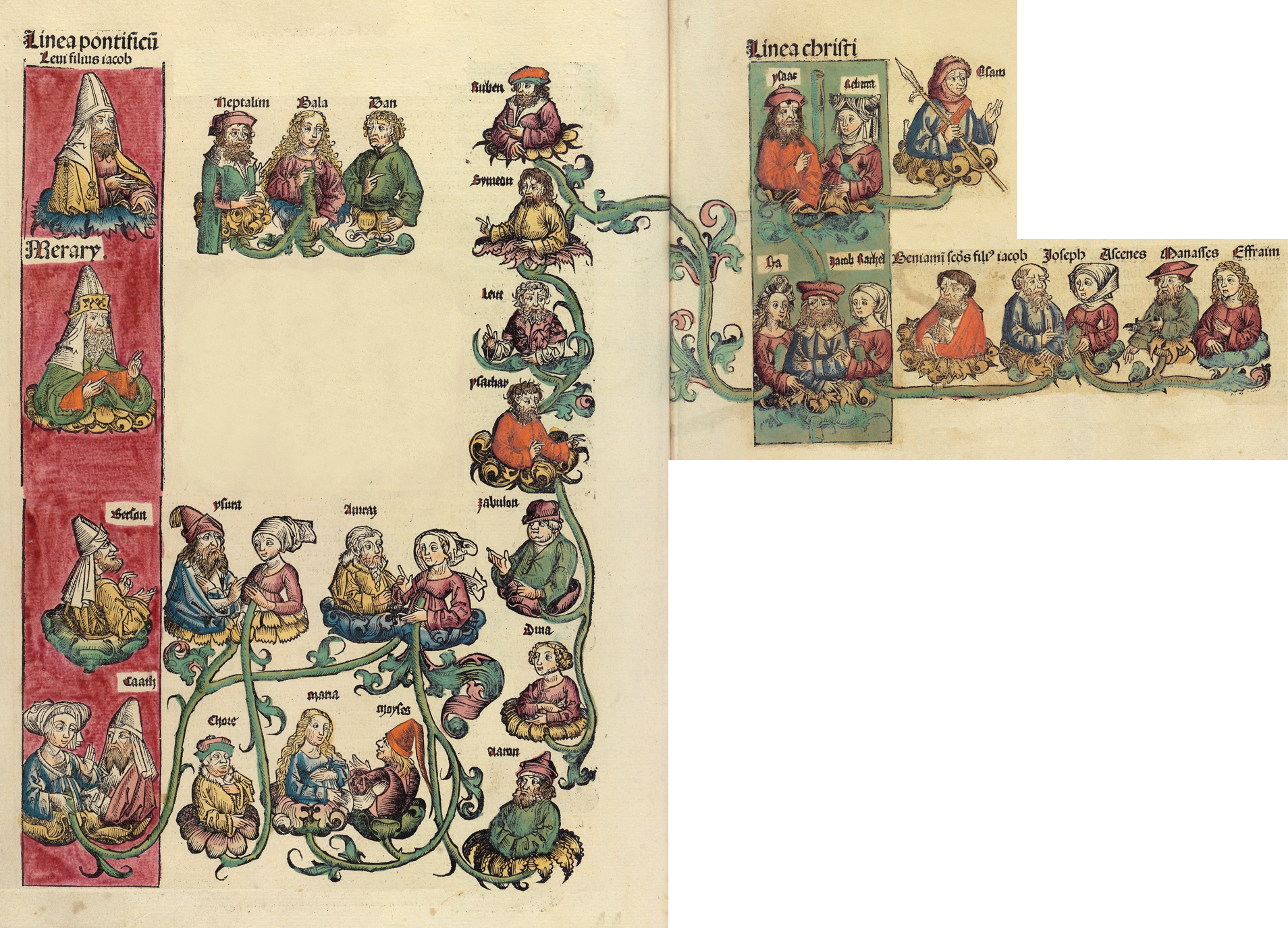
Auch alttestamentarische Stammbäume wurden seitenübergreifend gedruckt, f 24r/25v 1 (Ausschnitt)
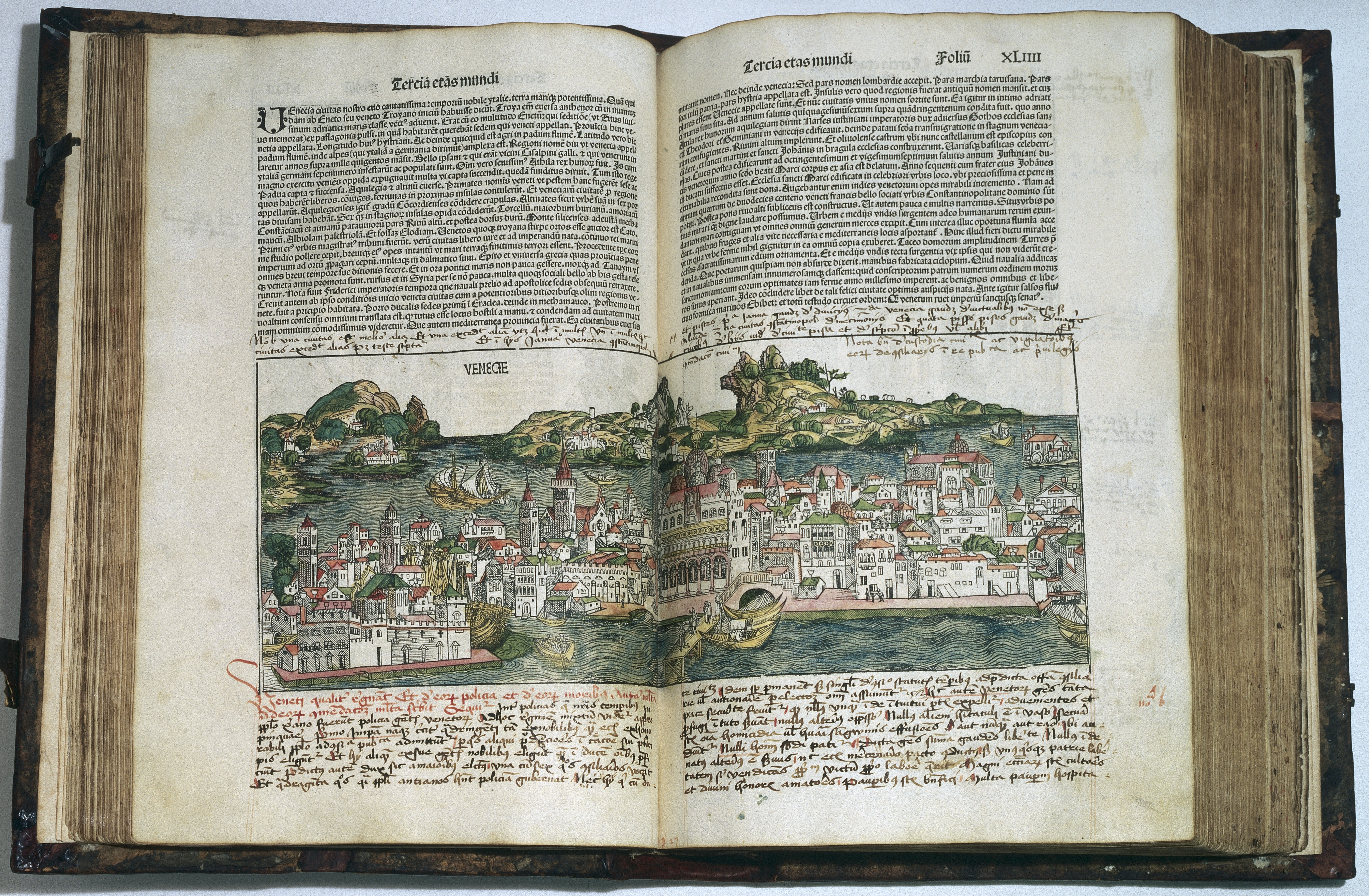
Stadtansicht von Venedig mit zeitgenössischen Anmerkungen, f 42r/43v
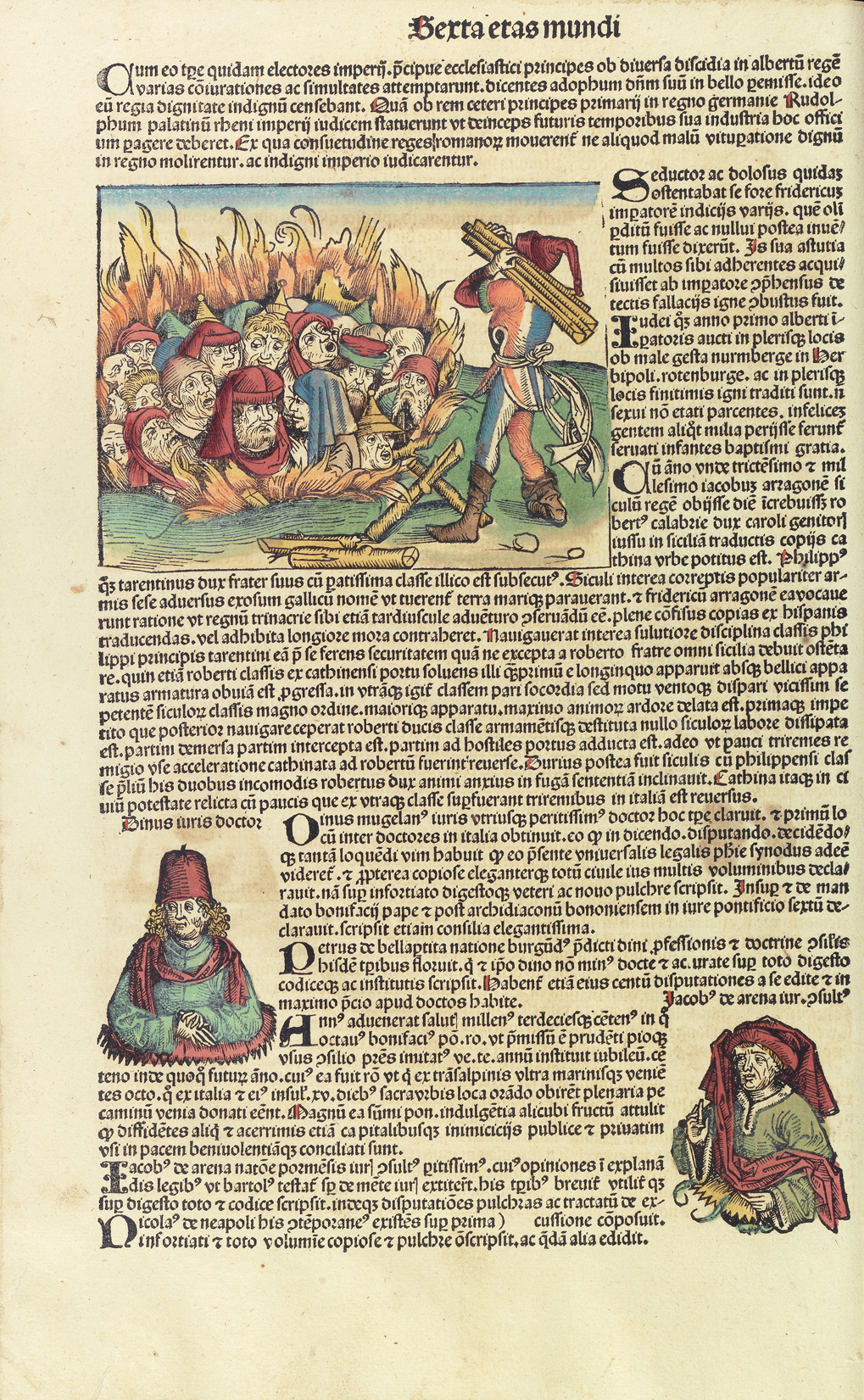
Zur Verbrennung der Juden im 14. Jahrhundert, f 220v der lateinischen Ausgabe der Universitätsbibliothek São Paulo

## Produktion
Die Bedeutung der Schedelschen Chronik liegt nicht nur in ihrem Umfang und der Menge an Illustrationen begründet, das Zustandekommen selbst war neu. Die Initiative und ihre Umsetzung gingen nicht von einem Verleger aus. Es war Michael Wolgemut, zusammen mit Wilhelm Pleydenwurff, seinem Stiefsohn, die schon 1487 zunächst in Sebald Schreyer und Sebastian Kammermeister Geldgeber fanden, die das Projekt bereit waren finanziell abzusichern. Sie begannen mit den Entwurfsarbeiten zu den Holzschnitten, noch bevor der Vertrag am 29. Dezember 1491 unterschrieben war; auf dem Titelblatt ist 1490 vermerkt. Auch Beiträge des jungen Albrecht Dürer, der bis 1490 bei Wolgemut in die Lehre ging, sind wahrscheinlich.
Erst also, nachdem das Buchprojekt stand, wurde der Nürnberger Verleger Anton Koberger hinzugezogen, der Patenonkel Dürers und wie auch Wolgemuts Werkstatt, Schedel und der Finanzier Schreyer aus der Nachbarschaft in der Nähe des Marktplatzes. Etwa gleichzeitig entstand auch ein weiteres, kleineres Buch, der Schatzbehalter, in dieser Art der Kooperation. Doch Koberger, der seit etwa 1470 als Buchdrucker arbeitete, war allein für Satz, Druck, Kolorierung und Bindung verantwortlich. Die Kopisten und Formschneider seiner Werkstatt waren nicht beteiligt (Ihr „Ulmer Stil“ war ganz grafisch und zurückgenommen). Und darin lag die Neuerung. Wolgemut und Pleydenwurff emanzipierten den Holzschnitt zu dem Text mehr als ebenbürtigen Teil eines Buches. Statt bloß nach bestehenden Modellen kopierte Illustrationen, entstanden originale, ganz malerische Werke für ein bestimmtes Buch. Mit ihrer Stofflichkeit, ihren starken perspektivischen Verkürzungen und fast aufdringlichen Repoussoirs wurde es zuweilen auch als zu malerisch für das Medium kritisiert. Mit Dürer und Hans Baldung setzte sich der gedruckte Holzschnitt im Folgenden dann auch als eigenständiges, als Einzelblatt gehandeltes Kunstwerk durch.
Am 21. Januar 1492 lieferte Wolgemut die Holzschnitte zum Druck und erhielt im Gegenzug 1.000 Rheinische Gulden.
Herausgegeben wurde die Schedelsche Weltchronik in einer lateinischen und einer deutschen Fassung. Die lateinische Ausgabe war für den Vertrieb in ganz Europa gedacht und ihre Auflage damit höher. Die Geldgeber zahlten Koberger als Lohndrucker 1,3 Gulden für jedes deutsche und 1,2 Gulden für jedes lateinische Exemplar. Über die Preise für die Endabnehmer ist wenig bekannt. Ein Laurentius Frölich bezahlte 1508 3,4 Gulden für ein ungebundenes Exemplar, während 1507 ein Vitus Strobl in sein Exemplar einen Preis von 4 Gulden und 1 Schilling verzeichnete. Ein 1495 in London verkauftes Exemplar kostete 66 Shilling 8 Pence. Der Druck der Weltchronik, der immense Kosten verursachte, wurde kein verlegerischer Erfolg, denn 1509 waren noch 571 Exemplare am Lager.
Von den ca. 1400 bis 1500 gedruckten Exemplaren der lateinischen Ausgabe sind heute weltweit noch etwa 800 erhalten. Der Marktwert heute noch bekannter Exemplare hängt vom Erhaltungszustand ab. Ein hervorragend erhaltenes Exemplar wurde im Jahr 2010 für ca. 850.000 US-Dollar in London versteigert. Ein Exemplar, bei dem zwei Drittel der Seiten fehlen, wurde 2011 für 35.000 US-Dollar angeboten.

## Moderne Nachdrucke
- Hartmut Schedel: Buch der Chroniken. Numerierter Nachdruck des Exemplars der Bayerischen Staatsbibliothek. F. W. Hendel, Leipzig 1933.
- Schedelsche Weltchronik 1493. Verkleinerte Faksimileausgabe (27,5 × 19,5 cm) mit 287 Blatt eines nicht kolorierten Drucks von Koberger. Nürnberg 1493, Kölbl, München 1965.
  - Leicht vergrößerter Nachdruck (33,5 × 24 cm) 1975.
    - Neuauflage 1991, DNB 947020551.
- Die Schedelsche Weltchronik. Kommentiert von Rudolf Pörtner. (Die bibliophilen Taschenbücher, Band 64). Harenberg, Dortmund 1978, 5. Auflage 1993, ISBN 3-921846-64-1.
- Hartmann Schedel: Weltchronik. Faksimile (30,8 × 44,3 cm) der am 23. Dezember 1493 in Nürnberg bei Anton Koberger gedruckten Ausgabe nach dem Exemplar der Nationalen Forschungs- und Gedenkstätten der klassischen deutschen Literatur in Weimar, Zentralbibliothek der deutschen Klassik (Signatur: Inc. 122), Kommentar von Konrad Kratzsch, Nachwort von Elisabeth Rücker. Edition Libri illustri, Edition Leipzig, Leipzig 1990, ISBN 3-927506-01-X.
- Hartmann Schedel: Weltchronik. Nachdruck der kolorierten Gesamtausgabe von Koberger, Nürnberg 1493, aus der Herzogin-Anna-Amalia-Bibliothek, Weimar. Einleitung und Kommentar von Stephan Füssel. Taschen, Köln 2001, ISBN 3-8228-5725-4.
  - Lizenzausgabe: Weltbild, Augsburg 2004, ISBN 3-8289-0803-9.
- Hartmann Schedel: Registrum huius operis libri cronicarum cu [cum] figuris et imagibus [imaginibus] ab inicio mudi [mundi]. Nachdruck der lateinischen Ausgabe, Koberger, Nürnberg 1493. Quantum Books, Ostfildern 2002, ISBN 3-935293-04-6.